# Okrugla
Okrugla (cyr. Округла) – wieś w Bośni i Hercegowinie, w Republice Serbskiej, w gminie Višegrad. W 2013 roku liczyła 31 mieszkańców.